# Fritz Harnest
Fritz Harnest (München, 16 augustus 1905 – Traunstein, 28 januari 1999) was een Duits schilder en grafisch kunstenaar, een belangrijke vertegenwoordiger van abstracte kunst en grafiek na de Tweede Wereldoorlog.

## Levensloop en werk
Fritz Harnest begon zijn studie op de leeftijd van 16. Van 1921 tot 1929 studeerde hij schilderkunst aan de Academie voor Schone Kunsten in München. In de jaren 1930-1931 maakte hij studiereizen met zijn vriend, de Duitse schilder Otto Baumann, in Frankrijk, Normandië en Parijs.
Beïnvloed door Nolde's expressionisme, ging hij na de wereldoorlog op weg naar abstractie.
Bij het begin van de nationaalsocialistische overname trok hij zich volledig terug. Van 1940 tot 1945 was Harnest in staat om als tolk in het gevangenkamp in Moosburg te werken. In 1946 nam hij deel aan de eerste naoorlogse tentoonstelling "Bavarian Art of Today" in München en Basel. Harnest keerde vroeg naar grafisch werk met houtsneden en abstractie. Zijn kunstwerken werden tentoongesteld in Zwitserland, Italië, Nederland, Oostenrijk, in alle delen van Duitsland en in Ohio. 1959 begon een vriendschap met Rupprecht Geiger. Hetzelfde jaar was hij deelnemer aan documenta II in Kassel.

## Kunstwerken in de openbare ruimte
- Gekleurd venster in de trap van de Technische Universiteit in München.[3]
- Muurkeramiek (Harnest-Bampi) in de trap van het belastingkantoor in Säckingen.[4]

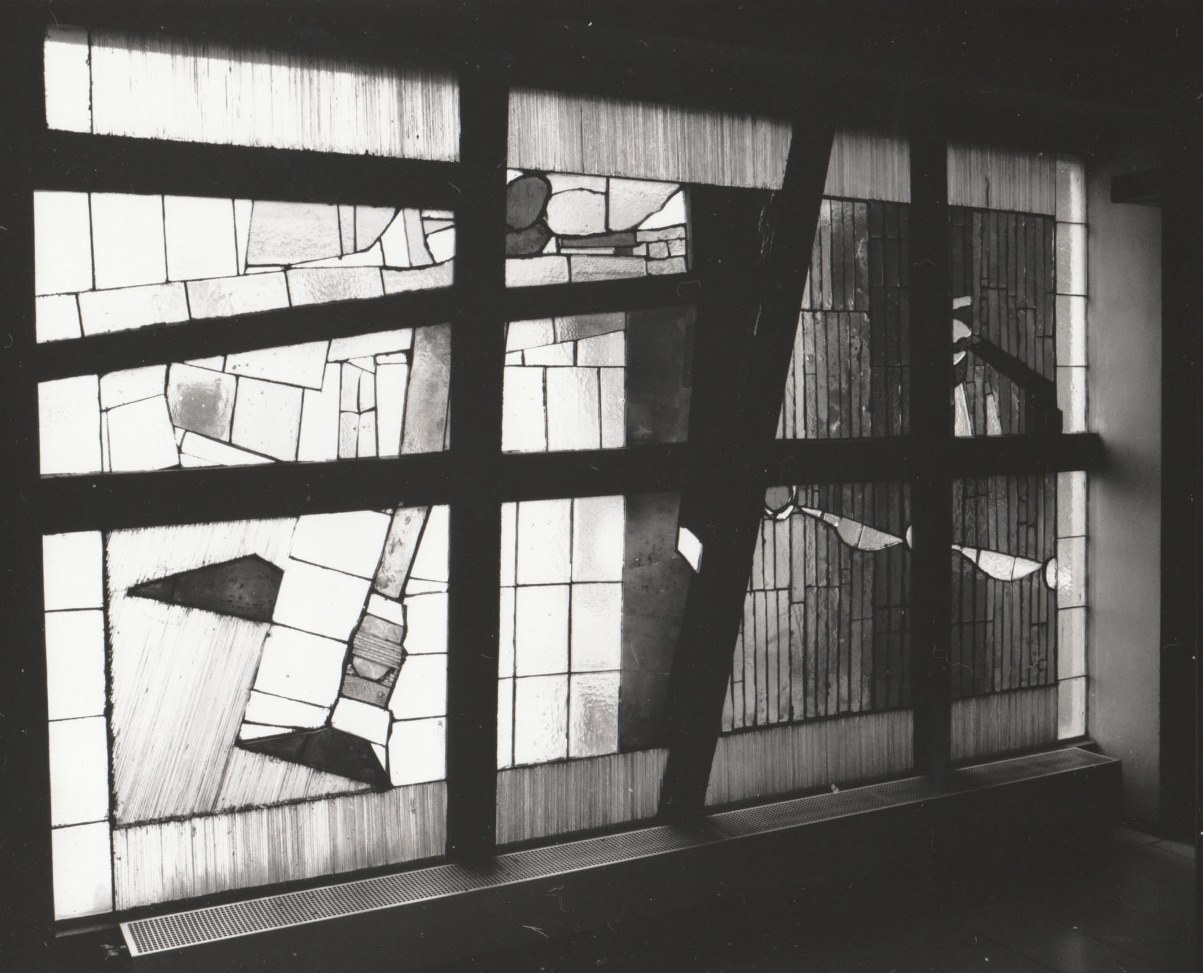
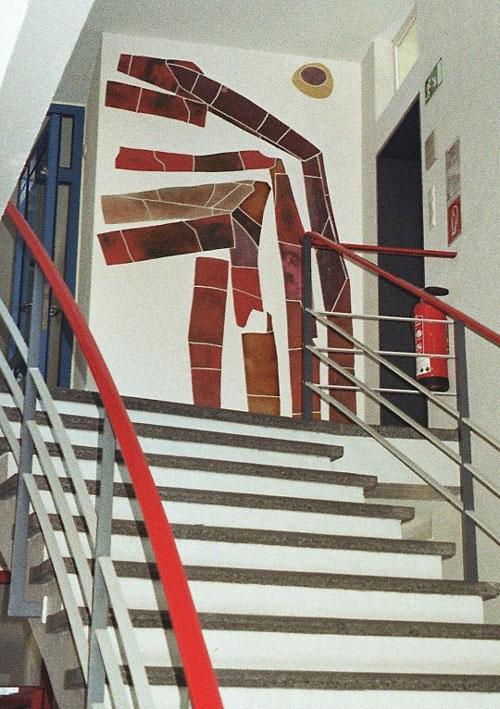